# سيث فيشر
سيث فيشر (بالإنجليزية: Seth Fisher)‏ هو رسام بالرصاص ومصمم ألعاب أمريكي، ولد في 22 يوليو 1972 في سياتل في الولايات المتحدة، وتوفي في 30 يناير 2006 في أوساكا في اليابان.

## وصلات خارجية
- الموقع الرسمي